# James Prescott Joule
James Prescott Joule (Salford, pored Manchestera, 24. prosinca 1818. - Sale, 11. listopada 1889.), engleski fizičar. Član Londonskoga kraljevskoga društva od 1850. Samouk, proučavao odnose među različitim vrstama energije i utvrdio da se mehanička, električna i toplinska energija mogu pretvarati jedna u drugu. Od 1841. do 1843. odredio toplinski ekvivalent električne struje (Jouleova toplina), a 1834. – 1850. mehanički ekvivalent topline i time dao jedan od dokaza zakona o očuvanju energije. Zajedno s W. Thomsonom (poslije lord Kelvin) otkrio 1852. pojavu koja se naziva Joule-Thomsonov učinak ili efekt. Po njemu je nazvana mjerna jedinica rada, energije i topline džul.

## Životopis

### Rane godine
James Prescott Joule bio je sin Benjamina Joulea (1784. – 1858.), bogatog pivara i Alice Prescott Joule. James je rođen u kući spojenoj s pivovarom Joule u ulici New Bailey Street, u Salfordu, 24. prosinca 1818. James je učen u obiteljskom domu Broomhill, u Pendleburyu, u blizini Salforda, do 1834. kada je sa starijim bratom Benjaminom, poslan u Manchestersko književno i filozofsko društvo (engl. Manchester Literary and Philosophical Society) da uči s Johnom Daltonom. Oboje su od Daltona učili aritmetiku i geometriju samo dvije godine do Daltonova povlačenja zbog moždanog udara. Ipak Dalton je ostavio trajan trag na obojici kao i na ostalim svojim surdanicima kao što su bili npr. kemičar William Henry i inženjeri Peter Ewart i Eaton Hodgkinson. Joulea je nastavio učiti John Davies. Očarani elektricitetom, braća Joule su eksperimetirali dajući jedan drugome i obiteljskoj posluzi električne udare.
Joule je postao upravitelj pivovare i imao aktivnu ulogu u vođenju do prodaje tvrtke 1854. Znanost je bila razonoda, iako je vrlo rano počeo istraživati mogućnost zamjene pranih strojeva u pogonu pivovare, novootkrivenim električnim motorima.
Prvi znanstveni rad o elektricitetu objavio je 1838. u časopisu Annals of Electricity, kojeg je osnovao i vodio kolega Johna Daviesa, William Sturgeon. Formulirao je Jouleove zakone 1840., te se nadao impresionirati Kraljevsko društvo, ali je saznao da ga smatraju običnim provincijskim diletantom.
Kada je Sturgeon preselio u Manchester 1840., Joule i on postali su jezgra kruga intelektualaca grada. Oboje su slično razmišljali da znanost i teologija trebaju biti integrirane. Joule je predavao Sturgeonovoj školi Royal Victoria Gallery of Practical Science. Godine 1847. oženio se Ameliom Grimes, kćeri Liverpoolskog carinika.
Joule je shvatio da sagorijevanje jedne funte ugljena u parnom stroju daje pet puta više prihoda (engl duty) od funte cinka potrošenog u Groveovoj bateriji. Jouleov uobičajeni standard ekonomskog prihoda (engl. economical duty) bila je mogućnost da se podigne jedna funta na visinu od jedne stope.
Na Joula je utjecalo razmišljanje Franz Aepinus, te je pokušavao objasniti pojavu elektriciteta i magnetizma, kao atoma okruženih kaloriformnim eterom u stanju vibracije.
Joulovo zanimanje koje je počelo kao financijsko razmišljanje o tome koliko rada može dobiti od pojedinog izvora, dovelo ga je do razmišljanja o pretvorbi energije. 
Godine 1843. objavio je rezultate pokusa koji su pokazali da učinak zagrijavanja koji je kvantificirao 1841. nastaje zbog stvaranja toplice u vodiču, a ne zbog prijenos s druge opreme. To je bio izravan izazov kalorijskoj teoriji koja je govorila da se toplina ne može stvarati, niti uništiti, a koja je dominirala znanošću o toplini od vremena Antoine Lavoisiera koji ju je postavio 1783. Lavoisierov ugled i praktični uspjeh Sadi Carnotove kalorijske teorije toplinskog stroja, dodatno su otežali put mladom Jouleu koji je radio izvan akademskih i inženjerskih krugova. Pobornici kalorijske teorije isticali su simetriju Peltier-Seebeckova učinka, te tvrdili da su toplina i struja konvertibilni, barem djelomičnim reverzibilnim procesom.
Jedan od njegovih najpoznatijih pokusa, koji se danas naziva Jouleov uređaj sastojao se od utega spojenog s niti koja je na drugom kraju spojena s lopaticama uronjenim u spremnik s vodom tako da rotiraju. Pod utjecajem tereta koji povlači nit dolazi do rotacije lopatica unutar spremnika. Tako se gravitacijska potencijalna energija tereta pretvara u kinetičku energiju vrtnje ili rotacije, te temperatura vode raste zbog trenja. Tako je izmjerio mehanički ekvivalent topline.

### Prihvaćanje
Velik dio prvotnog neprihvaćnja Jouleova rada proizlazio je iz njegove ovisnosti o iznimno preciznim mjernim instrumentima. Joule je tvrdio da može izmjeriti temperaturu u točno unutar 1/200 stupnja Fahrenheita. Takva preciznost je bila neuobičajena u eksperimentalnoj fizici toga vremena. Mnogi koji su sumnjali u Joule zaboravili su njegov iskustvo u proizvodnji piva i dostupnost praktičnim tehnologijama, a pomogla je nabava znastvenih uređaja iz radionice Johna Benjamina Dancera.
U Njemačkoj, se je Hermann von Helmholtz upoznao s Joulovim radom i sličnim radom Roberta Mayera iz 1842. Iako su obojica zaboravljena nakon objavljivanja svojih radova, Helmholt je u svojoj knjizi u kojoj govori o očuvanju energije iz 1847. dao zasluge obojici znanstvenika.
Na predavanju 1847. u Oxfordu, Joulea su slušali George Gabriel Stokes, Michael Faraday i William Thomson koji je tada upravo postao profesor prirodne filozofije na Sveučilištu u Glasgowu.
Neočekivano, Thomson i Joule su se susreli kasnije te godine u Chamonixu, tijekom Jouleova medenog mjeseca. Tada su dogovorili pokus, mjerenje razlike u temperaturi vode na vrhu i dnu vodopada Cascade de Sallanches, što se je kasnije pokazalo nepraktičnim. Iako je Thomson smatrao da Jouleove rezultate treba teoretski objasniti, i dalje je branio Carnotovu školu. U svojim zapisima o apsolutnoj temperaturi iz 1848., Thomson navodi kako smatra da je pretvorba topline u mehaničku energiju vjerojatno nemoguća, svakako nedokazana stvar, ali pokazuje i prve sumnje u kalorijsku teoriju, opisujući Jouleova otkrića izuzetnim. Thomson nije poslao zapise Jouleu, nego je Joule nakon što ih je pročitao, poslao pismo u kojem tvrdi da je dokazao pretvorbu energije, te da planira dodatne pokuse. Thomson mu je uzvratio da i on namjerava izvesti pokuse kako bi pomirio obje teorije. Iako Thomson nije izveo nikakve svoje pokuse tijekom iduće dvije godine postao je sve nezadovoljniji Carnotovom teorijom, te sve više prihvaćao Jouleovu. U radu iz 1851. Thomson nije htio ići dalje od kompromisa između dvije teorije. Joule je odmah poslao pismo s pitanjima i komentarima. To je dovelo do plodne suradnje dva znanstvenika, brojnih Jouleovih pokusa i Thomsonovih analiza i prijedloga daljnjih pokusa.

## Doprinosi

### Jouleova toplina
Jouleova toplina je toplina koja nastaje pri prolasku električne struje kroz vodič zbog njegova otpora. Ta je količina topline:
{\displaystyle Q=I^{2}\cdot R\cdot t}
gdje je: I - jakost struje, R - otpor vodiča, a t - vrijeme. Jednadžba je poznata i pod nazivom Jouleov zakon.

### Joule-Thomsonov učinak
Joule-Thomsonov učinak ili Joule-Thomsonov efekt je promjena temperature realnih plinova adijabatskom ekspanzijom kroz uzak ventil ili kapilaru. Gotovo svim plinovima temperatura pritom pada, pa je ta pojava osnova rada svih rashladnih uređaja, od velikih industrijskih hladnjača do hladnjaka za kućanstvo.

### Jouleov proces
Jouleov proces, Braytonov proces ili stalnotlačni proces, odnosno ciklus je skupni naziv za termodinamičke kružne procese kojima se na temelju toplinske energije dobiva mehanički rad. Budući da se odvijaju između dvaju stalnih tlakova, prikladni su za tehničku primjenu, na primjer kod plinskih turbina. Kao radni medij može poslužiti neki plin, no najčešće se primjenjuje zrak, već i zbog toga što sadrži oksidans (kisik).